# Liste der Monuments historiques in Villars-les-Dombes
Die Liste der Monuments historiques in Villars-les-Dombes führt die Monuments historiques in der französischen Gemeinde Villars-les-Dombes auf.

## Liste der Bauwerke
| Bezeichnung                         | Beschreibung    | Standort | Kennzeichnung | Schutzstatus | Datum | Bild           |
| ----------------------------------- | --------------- | -------- | ------------- | ------------ | ----- | -------------- |
| Kirche Nativité-de-la-Sainte-Vierge |                 | (Lage)   | PA00116594    | Inscrit      | 1927  | weitere Bilder |
| Motte                               | 12. Jahrhundert | (Lage)   | PA00116595    | Classé       | 1905  | weitere Bilder |

## Liste der Objekte
- Monuments historiques (Objekte) in Villars-les-Dombes in der Base Palissy des französischen Kultusministeriums